# Astragalus hamadanus
Astragalus hamadanus es una especie de planta del género Astragalus, de la familia de las leguminosas, orden Fabales.

## Distribución
Astragalus hamadanus se distribuye por Irán.

## Taxonomía
Fue descrita científicamente por Boiss. Fue publicada en Fl. Orient., Suppl.: 186 (1888).